# Liberty Heights
Liberty Heights és una pel·lícula de comèdia dramàtica estatunidenca del 1999 escrita i dirigida per Barry Levinson. La pel·lícula és un relat semi-autobiogràfic de la seva infància creixent a Baltimore als anys 50. La pel·lícula retrata les injustícies racials experimentades tant per la població jueva com per la població afroamericana. Els dos fills de Nate Kurtzman troben dones "prohibides" per a ells; per a Van perquè és jueu i blanc, i per a Ben perquè és blanc. El seu pare va a la presó per fer un espectacle burlesc amb Little Melvin, un afroamericà i conegut traficant de drogues local.
És la quarta de la tetralogia "Baltimore Films" de Levinson, ambientada a la seva ciutat natal durant les dècades de 1940, 1950 i 1960: Diner (1982),  Tin Men (1987) i Avalon (1990).

## Argument
A la tardor de 1954, els Kurtzman, una família de jueus, vivien a Forest Park, un barri suburbà al nord-oest de Baltimore. Nate, el pare, dirigeix un teatre burlesc i es dedica a la loteria il·legal. La seva dona Ada és mestressa de casa. Van, el fill gran, va a la Universitat de Baltimore, i Ben està al seu darrer any a l'escola secundària.
Ben coneix la Sylvia, una noia afroamericana, que comença a assistir a la seva escola després que el districte s'hagi integrat a la integració racial. Ben immediatament comença a desenvolupar sentiments per la Sylvia i es presenta. S'apropen a partir d'un amor mutu per Little Richard, James Brown, el jazz i còmics negres. El pare de la Sylvia, un metge acomodat, desaprova la seva relació i els prohibeix veure's.
A Halloween, en Ben es disfressa d'Adolf Hitler, cosa que sorprèn molt els seus pares, i se li prohibeix sortir en públic portant-lo. Van i els seus amics es dirigeixen a una festa en una part de la ciutat predominantment burgesa i gentil. Se sent atret per una misteriosa dona rossa. Esclata una baralla entre un dels amics de Van i un gentil per ser jueus i Trey, un dels festers, xoca borratxo amb el seu cotxe contra la casa. Van ha d'abandonar la dona misteriosa.
Trey va als jutjats per l'accident de cotxe. Van i els seus amics són allà com a testimonis, però troben maneres d'evitar provar-ho. Un cop acabada l'audiència, Van pregunta a diversos dels altres assistents de la festa sobre la dona rossa que va conèixer. Trey descobreix que la noia de la qual s'ha enamorat Van és Dubbie, la núvia de Trey.
Mentrestant, el teatre burlesc de Nate té problemes. Per tal d'augmentar els rendiments del joc de números, s'afegeix un número de bonificació addicional que augmentarà el benefici. Little Melvin, un traficant de drogues local, fa una gran aposta, desafia les expectatives i aconsegueix el número. Incapaç de pagar una victòria tan gran, Nate es veu obligat a donar a Melvin una "part del pastís". Quan Nate li ofereix a Melvin el negoci dels números, Melvin afirma que Nate està intentant "ser jueu" amb els seus diners, i esclata una baralla entre els seus guardaespatlles.
La Sylvia li dona entrades a Ben per veure James Brown i The Famous Flames en concert. Allà, Ben i el seu amic són els únics caps blancs del públic. Van i els seus amics van a una reunió, on torna a trobar-se amb Dubbie i s'assabenta que està amb Trey.
Little Melvin veu el cotxe de Nate a l'avinguda Pennsylvania al barri afroamericà on actua James Brown, i després de veure Ben i el seu amic a dins, dedueix que un d'ells deu ser el fill de Nate. Després del concert, en Melvin segresta Ben, Sylvia i els seus amics com a compensació pel negoci de Nate.
Van descobreix que Trey està operat després d'un accident de cotxe. Ell i Dubbie van a veure'l a Virgínia. Trey trenca amb ella i, en el camí de tornada a Maryland, suggereix que s'aturen en un motel. S'emborratxa bastant, esclata a plorar i llavors Van s'adona que no vol estar amb ell.
Nate i els seus socis de la discoteca estan acusats de prostitució i extorsió. Abans de marxar a la presó, Nate aconsegueix assistir a la graduació de secundària de Ben i Sylvia. Va assistir a Spelman College a Atlanta; es queda per assistir a la University of Maryland. Quan s'acomiaden, li roba un petó, impactant ambdues famílies.
La família d'en Ben assisteix a una cerimònia jueva mentre Nate surt de la sinagoga i fa un petó de comiat a la seva dona.

## Repartiment
- Adrien Brody com a Van
- Ben Foster com a Ben
- Orlando Jones com a Melvin "Little Melvin"
- Baby Neuwirth com a Ada
- Joe Mantegna com a Nate
- Rebekah Johnson com a Sylvia
- Gerry Rosenthal com a Murray
- David Krumholtz com a Yussel
- Justin Chambers com a Trey
- Carolyn Murphy com a "Dubbie"
- Kevin Sussman com a Alan
- Shane West com a Ted
- Anthony Anderson com "Scribbles"
- Elizabeth Ann Bennett com a Mary
- Carlton J. Smith com a James Brown
- Richard Kline com a Charlie, l'assistent de Nate
- Vincent Guastaferro com a Pete, l'assistent de Nate
- James Pickens Jr. com el pare de Sylvia
- Kiersten Warren com Annie, la Stripper
- Charley Scalias com a Louie
- Katie Finneran com a Sra. Johnson
- Frania Rubinek com l'àvia Rose
- Evan Neumann com a Sheldon (acreditat com a Evan Neuman)
- Cloie Wyatt Taylor com a Gail
- Ellyn O'Connell com Anne Whittier
- Timothy J. Scanlin Jr. com a Nick
- Jake Hoffman com a "Turc"
- Joseph Patrick Abel com a Lenny
- Brenda Russell com a cantant
- Misha Collins com a Guy (sense acreditar)
- Stacy Keibler com a Extra (sense acreditar)

Liberty Heights va marcar l'última aparició de Ralph Tabakin, que va aparèixer en papers cameo en totes les pel·lícules de Levinson des de la seva primera, Diner. Tabakin va morir el 2001.

## Recepció
La pel·lícula va obtenir ressenyes positives de la crítica, ja que Liberty Heights actualment té una puntuació del 86% a Rotten Tomatoes basat en 49 crítiques, amb una valoració mitjana de 7,3/10. El consens crític del lloc web diu: "Una pel·lícula commovedora amb moments d'humor, Liberty Heights aconsegueix capturar la sensació de la dècada de 1950 amb grans actuacions i una direcció sensible" A Metacritic, la pel·lícula té una puntuació mitjana ponderada de 75 sobre 100, basada en 31 crítics, que indica "crítiques generalment favorables".

## Banda sonora
El 4 de gener de 2000 es van publicar dues bandes sonores de Liberty Heights: una de la partitura d'Andrea Morricone i una de la música que apareix a la pel·lícula.